# Kampf der Giganten
Kampf der Giganten (Originaltitel: Ursus gladiatore ribelle) ist ein mythologischer Abenteuerfilm, den Domenico Paolella 1962 inszenierte. Der von der Kritik einhellig verrissene Film erhielt seine deutsche Erstaufführung am 29. November 1963. Fernsehtitel war auch Ursus, der rebellische Gladiator.

## Inhalt
Commodus folgt seinem Vater Mark Aurel als römischer Kaiser nach. Er betätigt sich nebenbei auch gerne inkognito als Gladiator. Auch als solcher kennt er kein Pardon mit seinen Gegnern. Um den christlichen Helden Ursus zu besiegen, lässt er dessen Verlobte entführen und droht, Ursus’ Heimatdorf zu zerstören. Um die Seinen zu retten, nimmt Ursus die Herausforderung an, in der Arena gegen den vermeintlichen Gladiator anzutreten. Er ahnt nicht, dass politische Gegner des Kaisers aus dem römischen Senat seine Waffe manipuliert haben, um Commodus zu töten. Als der Anschlag misslingt, setzt der tobende Kaiser Truppen gegen seine Gegner in Marsch. Der Senatorensohn und Offizier Septimius Letus, der die Rebellenarmee anführt, kann die Kaisertreuen mit Ursus’ Hilfe schlagen. Er besteigt als Kaiser Septimius den Thron und der Friede im Reich kehrt zurück.

## Kritik
„Kindern sind die Catch-Passagen nicht zuzumuten, Erwachsenen nicht die Ausgabe des Eintrittsgeldes.“

„Ein Gladiatorenfilm wie drei Dutzend andere.“

„Der Gipfel des Filmschrottberges ist erreicht, wenn Ursus einen Wachturm inklusive Personal aus der Erde reißt. Fazit: Albern kostümierte Catcher an jeder Ecke.“